# Abarth 2000 Cuneo
La Abarth 2000 Cuneo era una vettura da competizione realizzata dalla Abarth nel 1968.

## Sviluppo
La vettura venne realizzata dai tecnici italiani per partecipare al campionato europeo della montagna nella categoria sport-prototipo.

## Tecnica
Essendo stata progettata per e competizioni su tortuosi percorsi in salita, la vettura venne dotata di sospensioni con trapezi oscillanti, molle ad elica, barre stabilizzatrici e ammortizzatori idraulici telescopici nella sezione anteriore e bracci oscillanti, molle ad elica, barre stabilizzatrici e ammortizzatori idraulici telescopici in quella posteriore per migliorare l'inserimento in curva. Il telaio era di tipo tubolare avvolto da una carrozzeria in alluminio, mentre il propulsore era a sbalzo. Quest'ultimo era un 4 cilindri in linea da 250 cv di potenza abbinato a due carburatori Weber 58 DC03 e gestito da un cambio manuale a cinque rapporti. Il design della vettura era estremamente aerodinamico, e da ciò derivo il soprannome Cuneo. Anche il disegno delle prese d'aria venne estremamente curato, rifacendosi anche ad alcuni nuovi studi promulgati dalla NACA, l'allora ente spaziale degli USA. Non vennero installati ne fari ne parabrezza per contenere il peso e migliorare il flusso aerodinamico.

## Attività sportiva
La prima corsa a cui prese parte la 2000 Cuneo fu la gara in salita di Ampus, in Francia. Pilotata da Edoardo Lualdi Gabardi, non riuscì a conseguire la vittoria a causa del danneggiamento di uno pneumatico nella parte finale del percorso. Le successive tre gare non andarono bene a causa dello strapotere della Ferrari, tanto che i vertici dell'azienda italiana decisero di mettere da parte la Cuneo e di sostituirla con vetture più performanti.